# Myosurus sessilis
Myosurus sessilis är en ranunkelväxtart som beskrevs av Sereno Watson. Myosurus sessilis ingår i släktet råttsvansar, och familjen ranunkelväxter. Inga underarter finns listade i Catalogue of Life.